# Peter Rohracker
Peter Rohracker (* 8. März 1966 in Frankfurt am Main) ist ein ehemaliger deutscher Radrennfahrer, späterer Sportlicher Leiter und Förderer von Radsportveranstaltungen.
Rohracker war von 1974 bis 1995 als Radrennfahrer aktiv, u. a. wurde er auf der Bahn 1983 und 1984 deutscher Meister im Zweier-Mannschaftsfahren mit Andreas Kappes. Zu seinen größten Erfolgen auf der Straße gehören zwei Etappensiege und der Gewinn der Punktewertung der Tunesien-Rundfahrt im Jahre 1991.
Nach seiner aktiven Laufbahn war er als Teammanager und Sportlicher Leiter tätig, u. a. für das Team Nürnberger, das UCI-Team des VC Frankfurt 1883 e.V., das Team Lamonta und das Team Target-Exist-Spiuk, welches durch Dirk Müller die Deutsche Straßenmeisterschaft 2006 in Klingenthal gewann.
Außerdem ist Rohracker als Organisator von Rennsportveranstaltungen tätig, u. a. als Rennleiter des Großen Preis der Stadt Bad Homburg.